# Kematen an der Ybbs
Kematen an der Ybbs osztrák mezőváros Alsó-Ausztria Amstetteni járásában. 2023 januárjában 2755 lakosa volt. 

## Elhelyezkedése

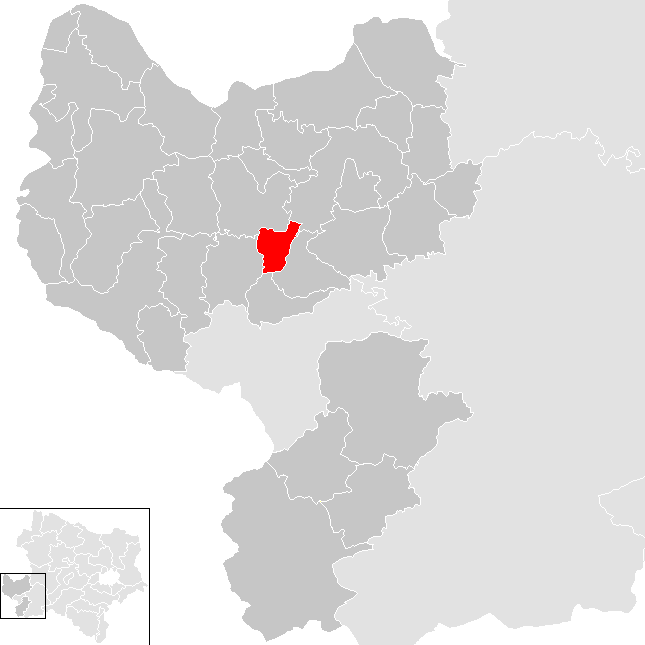
Kematen an der Ybbs az Amstetteni járásban

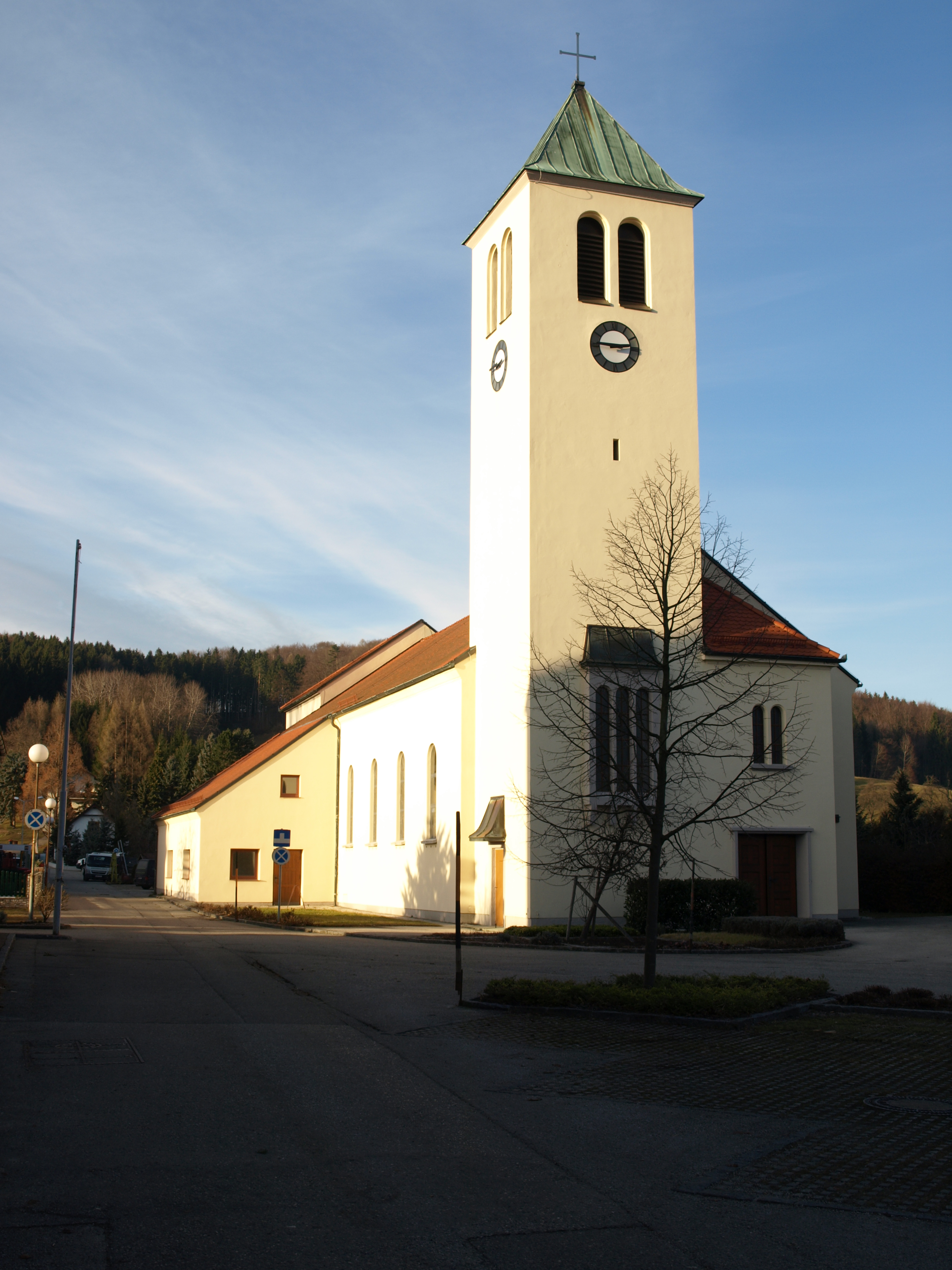
A Szent család-plébnáiatemplom

Kematen an der Ybbs a tartomány Mostviertel régiójában fekszik az Ybbs (a Duna mellékfolyója) mentén. Területének 21,8%-a erdő, 53,9% áll mezőgazdasági művelés alatt. Az önkormányzathoz egyetlen település tartozik. 
A környező önkormányzatok: északkeletre Amstetten, délkeletre Allhartsberg, délre Sonntagberg, délnyugatra Biberbach, északnyugatra Aschbach-Markt.

## Története
Kematen területe már az újkőkor óta lakott; a bronzkorból egy erődített település, a vaskorból egy kis hallstatti temető maradt fenn. Az Ybbs itteni átkelőjén a római korban egy fontos észak-déli út haladt keresztül.
Neve először a seitenstetteni apátság 1292-es urbáriumában jelenik meg; ekkor a freisingeni püspök négy tanyát és egy malmot birtokolt a faluban. Bécs 1529-es és Kőszeg 1532-es ostroma során a portyázó török lovasok is itt keltek át az Ybbsen; akárcsak 1805-ben Napóleon egyik egysége. 
1866-ban az amstetteni ipar növekedése miatt nagy, 33 méter magas kőhidat építettek Kematennél a folyón, amely a település nevezetességévé vált. 1872-ben a Zellulose- und Papierfabriksgesellschaft papírgyárat alapított a községben, amely a hamarosan a legnagyobb munkaadóvá vált és lakosságszám gyors gyarapodásnak indult. Templom csak 1929-ben épült Kematenben, amelyet a Szent családról neveztek el. 
1965-ben a község az addigi Kematen helyett a Kematen an der Ybbs nevet kapta. 1966-ban az utcákat New York-i mintára számozottra nevezték át. 1969-ben a Kematenből 1921-ben kivált önálló Niederhausleiten an der Ybbs ismét egyesült a községgel. 1985-ben Kematen an der Ybbs-et mezővárosi rangra emelték. 

## Lakosság
A Kematen an der Ybbs-i önkormányzat területén 2023 januárjában 2755 fő élt. A lakosságszám 1951 óta gyarapodó tendenciát mutat. 2020-ban az ittlakók 87%-a volt osztrák állampolgár; a külföldiek közül 1,4% a régi (2004 előtti), 5,7% az új EU-tagállamokból érkezett. 3,4% az egykori Jugoszlávia (Szlovénia és Horvátország nélkül) vagy Törökország, 2,5% pedig egyéb ország polgára volt. 2001-ben a lakosok 84,2%-a római katolikusnak, 1,3% evangélikusnak, 0,3% ortodoxnak, 4,8% mohamedánnak, 8,2% pedig felekezeten kívülinek vallotta magát. Ugyanekkor a legnagyobb nemzetiségi csoportot a németeken kívül (94,2%) a törökök alkották 3,6%-kal.
A népesség változása:

| 2016 | 2 619 |
| 2018 | 2 625 |

## Látnivalók
- a Szent család-plébániatemplom

## Fordítás
- Ez a szócikk részben vagy egészben  a   Kematen an der Ybbs című német Wikipédia-szócikk ezen változatának fordításán alapul.  Az eredeti cikk szerkesztőit annak laptörténete sorolja fel. Ez a jelzés csupán a megfogalmazás eredetét és a szerzői jogokat jelzi, nem szolgál a cikkben szereplő információk forrásmegjelöléseként.